# Marcus Thuram
Marcus Lilian Thuram-Ulien (Parma, Italija, 6. kolovoza 1997.)  francuski je nogometaš koji igra na poziciji napadača. Trenutačno igra za Inter Milan i francusku reprezentaciju.
Thuram je sin bivšeg francuskog reprezentativca Liliana Thurama i stariji brat nogometaša Khéphrena Thurama. Rođen je u Parmi u Italiji, gdje je njegov otac tada igrao. Ime je dobio po jamajčanskom aktivistu Marcusu Garveyju, a po ocu je podrijetlom s Guadeloupea.

## Klupska karijera
Karijeru je započeo u Sochauxu 2015., prešao je u Guingamp 2017., zatim se pridružio Borussiji Mönchengladbach 2019., prije nego što je potpisao za milanski Inter 2023. s kojim je osvojio Serie A u svojoj prvoj sezoni.
Igrajući za Borussiju Mönchengladbach, Thuram je zabio gol u svojoj debitantskoj utakmici, a kasnije je privukao pozornost jer je kleknuo nakon što je postigao pogodak u čast prosvjeda povodom smrti Georgea Floyda. Godine 2020. dvaput je zabio madridskom Realu u UEFA Ligi prvaka, ali je kasnije suspendiran na šest utakmica nakon što je pljunuo protivnika.
Godine 2023. Thuram se pridružio milanskom Interu kao slobodan igrač, potpisavši ugovor do 2028. Dao je 13 golova i 13 asistencija u svojoj prvoj sezoni u kojoj je Inter osvojio talijansku ligu.

## Reprezentativna karijera
Thuram je debitirao za Francusku 2020. Bio je dio Franuckse momčadi na Europskim prvenstvima 2020. i 2024., Svjetskom prvenstvu 2022. na kojem je Francuska završila kao drugoplasirana. U finalu Svjetskog prvenstva 2022. odigranom protiv Argentine ušao je kao zamjena i asistirao Kylianu Mbappéu za izjednačenje na 2:2.

## Vanjske poveznice
- Profil, Transfermarkt